# The Other Woman (canción de Ray Parker Jr.)
«The Other Woman» es la canción principal del álbum The Other Woman del cantante y compositor estadounidense Ray Parker Jr., y fue su primer sencillo en solitario sin su grupo habituál, Raydio.
Lanzado como sencillo en los Estados Unidos en marzo de 1982, alcanzó el número cuatro en el Billboard Hot 100, el número dos en la lista Hot Black Singles, el número veinticuatro en la lista Dance Club Songs y el número treinta y tres en la lista Adult Contemporary. También pasó una semana en el número uno en Australia y alcanzó el top ten en Canadá, Nueva Zelanda y Sudáfrica.

## Video musical
El video musical que acompañó el lanzamiento de "The Other Woman" fue dirigido por Brian Grant. el videoclip tenía una sensación de película de terror, similar a The Rocky Horror Picture Show, con un giro sexy inspirado en las letras de Drácula. Apollonia Kotero, estrella de "Purple Rain" de Prince, participa como una de las bailarinas del video.

## Posicionamiento en listas
| Listas (1982)                       | Máxima posición |
| ----------------------------------- | --------------- |
| Australia (Kent Music Report)       | 1               |
| Canadá (RPM Top Singles)            | 7               |
| Estados Unidos. (Billboard Hot 100) | 4               |
| Estados Unidos. (Dance Club Songs)  | 24              |
| Estados Unidos (Adult Contemporary) | 33              |
| Estados Unidos (Hot Black Singles)  | 2               |
| Nueva Zelanda (Recorded Music NZ)   | 4               |
| Sudáfrica (Springbok Radio)         | 6               |

## Personal
- Ray Parker Jr. - voz, guitarra, bajo, batería
- Charles Green - saxofón
- Ollie E. Brown - percusión
- Anita Sherman, Lynn Smith - coros